# Илија Милосављевић Коларац
Илија Милосављевић Коларац (Колари, 1800 — Београд, 6/18. октобар 1878) био је српски трговац и задужбинар. Своју задужбинарску оставштину је наменио српском народу.

## Биографија
Рођен је у селу Колари надомак Смедерева, по коме је и добио надимак Коларац,. Отац Милосав био је абаџија, а мајка се звала Јованка.
Као дете је рањен у Првом српском устанку, после чега је његова породица пребегла преко Дунава. Илија се убрзо нашао у Београду с мало новца, где је радио као трговачки момак за друге трговце, а 1827. године оженио се Синђелијом Радовановић, рођеном 1809. године, ћерком трговца Милутина Радовановића. Отворио је сопствену радњу болту. Недуго затим, преселио се у Панчево због страха од кнеза Милоша. Наиме, постоји прича да када је Илија боравио у Београду, почну неки млађи Београђани носити неке капе, са златним ширитима. Кнез Милош, мрзећи на расипање и луксуз, и држећи да му ваља Србе од тог палила склањати, макар каквим мерама, заповеди те се неколико Београђана, с тим златали капама, обале и истуку батинама. Илија се, од те мере, толико уплаши, да је одмах оставио Београд, и преселио се у Панчево. Међутим, сам Коларац ће написати 1828. године да је у Панчево дошао због трговине и сигурне зараде у царско-краљевској аустријској држави. Тамо је развио велику трговину и са Србијом и унутар Аустроугарске, првенствено са храном, али и са стоком, и веома се обогатио. Извозио је пшеницу, јечам, овас, суражицу, просо и кукуруз. Имао је своје бродове, који су се звали Немања и Свети Ђорђе. Такође, бавио се и узгојем и продајом свиња. Коларац је напустио Панчево 1856. године.
Илија је житар трговац у Панчеву средином 1855. године, који прилаже 10 ф. за споменик песнику Лукијану Мушицком у Карловцу. Његова много вољена супруга Синђелија умрла је 1855. године у Пешти, а сахрањена је у Београду, где се и сам Илија преселио следеће године. Ту се бавио трговином сољу и шалитром, а улагао је и у руднике. Дуго је помагао ствараоце у књижевности, а 1861. основао је Књижевни фонд Илије Милосављевића Коларца уз помоћ Косте Цукића. До Првог светског рата фонд је издао 120 књига. Коларац је поклонио и хиљаду форинти за оснивање правне Академије у Новом Саду.
Крајем 1877. године замало је страдао. Влада га је оптужила за велеиздају због наводног учешћа у Тополској буни заједно са Јевремом Марковићем и Аћимом Чумићем, а преки војни суд осудио га је на тамницу. Кнез Милан га је убрзо помиловао, али је затвор нарушио Коларчево здравље и убрзо је умро.
Тестаментом је оставио своје имање (око милион тадашњих динара) фонду за стварање београдског универзитета и фонду за помагање књижевности. По смрти Коларца, две синовице, жене Велизара Карапешића и професора Димитрија Нешића, повеле су судски спор за обарање тестамента, подржане од тадашњих власти, али је Касациони суд на крају оснажио Коларчев тестамент. Драгиња Петровић је потраживала из заоставштине накит своје сестре, Илијине жене.
Коларац cпада у велике задужбинаре Србије. Његова најпознатија задужбина је Коларчев универзитет, a по њему је ресторан „Коларац” добио име, као и Основна школа у родним Коларима.

## Галерија
- Спомен-плоча на месту његове родне куће
- Гроб у Алеји великана на београдском Новом гробљу